# Arseniato reductasa (glutarredoxina)
La arseniato reductasa (glutarredoxina) (EC 1.20.4.1) es una enzima que cataliza la siguiente reacción química
Por lo tanto los dos sustratos de esta enzima son el arseniato y glutarredoxina, mientras que sus tres productos son el arsenito, disulfuro de glutarredoxina y agua.

## Clasificación
Esta enzima pertenece a la familia de las oxidorreductasas, específicamente a aquellas que actúan sobre fósforo o arsénico como donantes de electrones y con un disulfuro como aceptor.

## Nomenclatura
El nombre sistemático de esta clase de enzimas es glutarredoxina:arseniato oxidorreductasa.

## Papel biológico
La enzima forma parte de un sistema para la detoxificación del arseniato. Aunque el arsenito formado es más tóxico que el arseniato, puede ser expulsado de algunas bacterias por medio de una proteína transportadora de arsenito dependiente de ATP (ATPasa transportadora de arsenito EC 3.6.3.16); en otros organismos, el arsenito puede ser metilado por la arsenito metiltransferasa (EC 2.1.1.137), iniciando una vía metabólica hacia compuestos de arsénico no tóxicos.

## Estudios estructurales
Hasta el año 2007 se habían resuelto 12 estructuras para esta clase de enzimas, las cuales poseen los siguientes códigos de acceso a PDB:
1RXE, 1RXI, 1S3C, 1S3D, 1SD8, 1SD9, 1SJZ, 1SK0, 1SK1, 1SK2, 1Z2D, and 1Z2E.